# フルーツケーキ (バンド)
フルーツケーキ（FRUITCAKE）は、オランダのジャズを主体としたフュージョンバンドである。オリジナルはDURECO BENELUXのレーベル。日本発売のレコードジャケット解説によると結成は1982年で、日本でのデビューは1983年8月である。1980年代 - 1990年代に商業施設やラジオ番組のBGMとして頻繁に使用されていた。

## 解説
名前は、米映画でドジを踏む主人公が、とある家に車ごと突っ込んでしまい、その家主が主人公に「Hey! FRUITCAKE!!（このうすらとんかち!）」と言った事を、メンバーが気に入ったことに由来する。2009年10月にはコンサートを行っている。
分かりやすい作風だけにテクニカルに感じる部分は少ないが、高度な演奏技術によって人間が演奏していることを忘れる程に正確な音の配列が実現されている。

## 日本での活躍
明るくキャッチーな作風であることから、日本においては「歌のないインストゥルメンタル」として、1980年代前半から現代まで放送局のラジオ・テレビ番組テーマ曲や背景音楽として採用されている。例として、1stアルバムからは「WE'RE HERE TO PLEASE YOU」「SHORT TIME」、2ndアルバムからは「HEART BEAT」「CASINO JUMP」「YOU CAN MAKE ME」「GAME FOR TWO」「MARIMBA」など。特に1980年代～1990年代にかけてはテレビ番組やラジオ番組のBGMとして重宝され、多数の日本人が聴いてはいるものの、バンド名が紹介されることは稀であったため、未だに知る人ぞ知るバンドである。音楽関係者，放送関係者，フュージョンファンといった文化的感度の高い層を中心として少数のみ作品が流通したため、作品は入手困難となっている。
いわゆる「フュージョンバンド」のイメージが強く、日本で発売されたアルバムで、コーラスがあるのは、3rdアルバムの2曲目「KEEP IT UP」のみである。しかし、当時のライナー解説を担当した放送作家の「苦楽健人」こと木崎徹も、「フュージョンバンド」という言い方を嫌う記述がある。
シングルカット盤の「I LIKE THE WAY/A LITTLE PLACE IN MY HEART(歌あり)」は45rpmシングル盤で、「I LIKE THE WAY」の日本版は3:51に対し、シングルカット盤は3:58の違いがある。
なお1984年5月には、来日記念コンサートを行っている。

## メンバー構成
日本で発売されていたレコードジャケットの解説では、1stアルバムでは4人組。2ndアルバムからメインはベニーとロブの2人組である。この2人は、「KAMITSUBU」というバンドでも活動。近年も、ロブはボーカルとしても活動している。
- Piano/Keyboard：ベニー・バン（Benny Baan）
- Guitar：ロブ・タケマ（Rob Taekema）

1stのメンバー
- Bass：ジャン・ポール・ドリーソン（Jan Paul Driessen）
- Drums：バート・アドリシャム（Bart Adrichem)

2ndのメンバー
- Bass：ジャン・ポール・ドリーソン（Jan Paul Driessen）
- Drums：ヨハネス・ブランクスマ（Yohannes Blanksma）
- Percussion：バート・ファーミー（Bart Fermie)

## 日本でのレコード・CDアルバム
発売元はビクター音楽産業。
- フルーツケーキ - FRUITCAKE（1983年）（LP:VIJ-6401,CD旧規格VDP-16,再発盤NCS-746)
- フルーツケーキ 2 - FRUITCAKE 2（1984年）（LP:VIJ-6412,CD旧規格VDP-30,再発盤NCS-747)
- フルーツケーキ 3 ～ サマー・レミニセンス - FRUITCAKE 3 - Summer Reminiscence（1986年）LP:VIJ-28035,CD旧規格VDJ-1035,再発盤NCS-748)

2010年10月7日に、上記のCD3タイトルがオリジナルマスターからの最新K2HDマスタリング、音楽評論家・熊谷美広による最新の解説 でタワーレコードから再発され、LP/CD初回盤の苦楽健人（木崎徹）によるライナー解説も復刻収録されている。技術の向上により従来盤よりも音質がダイナミックかつクリアになっている。
フルーツケーキに関しては元々作品の流通枚数が少なく、再発も行われていないため、中古価格が高止まりしていた。タワーレコードオンラインにおいて、2010年に初回生産限定にて音質改善版CDの販売が行われ、旧来からの音楽ファンを中心に大きな反響を呼んだが、2018年8月1日現在に至っては初回生産分を売り切ったため、全ての再発盤の取り扱いが終了した。新品・中古問わず、再発盤の流通価格は高騰しており、再び入手が困難になりつつある。

### コンピレーション・アルバム
- FUSION SHOWER（1987年）：上記FRUITCAKEの他にL.Aスーパーリズム、ロニー・モントローズ、エレメンツから曲がセレクトされている。

### 使用された放送局・番組
- NHKラジオ第1放送：ラジオ深夜便、フュージョン三昧（2010年8月放送）
- 日本テレビ：おはよう!サンデーマラソン（オープニング曲）、スペシャルとうきょう
- 文化放送：全国ポピュラーベストテン（エンディング曲／「CAJINO JUNP」）
- TBSラジオ：歌うヘッドライト（1988年ごろの道路情報、金曜日午前4時台／「MARIMBA」）
- 静岡放送：島津悦子あなたと歌めぐり（「WE'RE HERE TO PLEASE YOU」）
- RKBラジオ：RKBベスト歌謡50（「WE'RE HERE TO PLEASE YOU」）
- 中京テレビ「夢のドラゴンズ生放送」
- 福井放送ほか：岩崎良美のさわやかドライブ（「SCREEN MUSIC」）

CM採用を含めると多数に上る。ラジオたんぱやナムコの番宣CMでも使われていた。